# O Inverno (Poussin)

O Inverno, ou  O Dilúvio (em francês:  Le Deluge), é uma pintura a óleo sobre tela do pintor francês Nicolas Poussin pintada entre 1660 e 1664 e que se encontra actualmente no Museu do Louvre em Paris.
Nesta pintura vincadamente original, Poussin representa com moderação as fases finais do cataclismo terrível do Dilúvio. A cena é a do momento em que as enxurradas estão a acabar de inundar a planura estando os últimos afloramentos rochosos a desaparecer sob as águas. A cena de luar é colorida em diferentes tons de cinza azulado, interrompidos por relâmpagos. Os contornos sombrios da Arca de Noé podem divisar-se ao longe flutuando sobre as águas mais calmas. Contrastando com as formas irregulares de rochas e árvores, a cachoeira produz um pano de fundo horizontal para o friso de sobreviventes encalhados em primeiro plano, temerosos da sua desgraça iminente. Poussin colocou ameaçadoramente uma cobra serpenteando sobre a rocha na esquerda do quadro, um símbolo muitas vezes empregado nos seus quadros para evocar um sentimento de horror. Além disso, a presença de uma cobra desempenha um papel iconográfico especial no ciclo das quatro obras contemporâneas, pois também serve como um lembrete da ausência singular de uma serpente no Jardim do Éden.  
O Inverno, ou O Dilúvio, foi uma das quatro pinturas a óleo designadas por As Quatro Estações (em francês:  Les Quatre Saisons) que foram as últimas completadas por Nicolas Poussin (1594–1665) e que foram pintadas em Roma entre 1660 e 1664 por encomenda do Duque de Richelieu, sobrinho do Cardeal Richelieu. Cada uma das quatro pinturas é uma paisagem elegíaca com figuras do Antigo Testamento representando as várias estações do ano e/ou as etapas do dia. Executado quando o artista já sofria de tremura das mãos, as Estações são uma reflexão filosófica sobre a ordem no mundo natural. A iconografia evoca não só os temas cristãos de morte e ressurreição, mas também a imagem pagã da antiguidade clássica: os mundos poéticos de Paraíso Perdido de John Milton e as Geórgicas de Virgílio. As quatro pinturas estão atualmente expostas num sala única própria do Museu do Louvre em Paris.

## Descrição
O magistrado, eclesiástico, homem de letras e protetor das artes francês Louis Gougenot definiu os quatro aspectos principais desta pintura de Poussin:

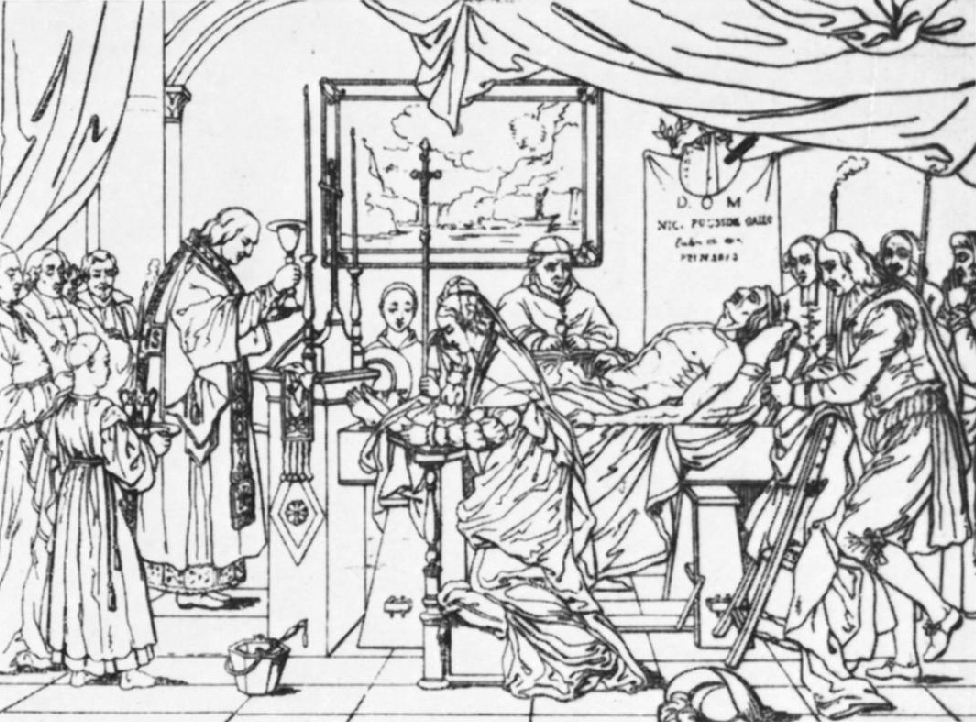
Funeral de Nicolas Poussin (1819), Gravura de C. Normand sobre pintura de Pierre-Nolasque Bergeret. O Dilúvio está pendurado na parede do fundo.

- Economia de meios. Uma característica importante que distingue o Dilúvio das obras sobre o mesmo tema de Rafael e Michelangelo é o pequeno número de figuras - onze, incluindo um cavalo. Vários escritores, incluindo Coypel e Diderot pensavam que havia um número ainda menor. Percebe-se que Poussin assim o quiz para descrever "o momento solene em que a raça humana vai desaparecer". Os críticos iniciais, incluindo Chateaubriand, consideraram este ensaio de horror e comoção como o canto do cisne de Poussin. Mais tarde, o pintor histórico Pierre-Nolasque Bergeret inseriu-a simbolicamente na representação da morte de Poussin. Os críticos também observaram o eufemismo de Poussin: segundo Diderot e Charles de Clarac, a calmaria do quadro apenas intensifica o horror. Constable, que escolheu O Dilúvio como uma das quatro pinturas que marcam "os pontos memoráveis na história da paisagem", considerou que esta calma mostrava a fidelidade de Poussin ao texto bíblico original, que menciona apenas a chuva; para ele, Poussin tinha evitado todos os efeitos violentos e dramáticos, aprofundando assim o interesse nas poucas figuras presentes.[8]
- Riqueza de conteúdo. Embora carente de figuras principais, foi considerado que o Dilúvio evoca no observador todas as ideias relacionadas com um desastre - destruição, desolação, medo, horror e tristeza. Os críticos apontam o velho agarrado a uma tábua, o patetismo do grupo familiar tentando desesperadamente salvar o seu filho e, o mais sinistro de tudo, a serpente deslisando sobre as rochas.  Rousseau inclui-se naqueles cuja imaginação é assombrada pela serpente, o precursor do mal. A imagem de pesadelo da serpente - o espírito da tentação que corrompeu o primeiro homem, e que rejubila com o novo desastre de que é o autor  - tornou-se um dos aspectos mais copiados de Poussin.[9]
- Grandeza da concepção. Para muitos críticos, a ousadia de Poussin em desrespeitar as regras habituais da pintura mostram que ele tentava expressar o indizível; que ele estava disposto "a atirar-se para as profundezas para tornar tangível uma verdade inatingível." Com o reconhecimento desta imprudência visionária, que alguns consideram que contradiz os seus métodos racionais habituais, ocorre também o da excelência inefável de O Dilúvio, tanto pelo terror que infunde como pela sua simplicidade. Tal como outros antes dele, Shelley considerava o quadro "terrivelmente impressionante".[10] Muitos têm atribuído a reação visceral e esmagadora gerada pelo Dilúvio , tão difícil de traduzir em palavras, ao génio de Poussin na evocação do sublime.[11]
- Adequação da cor. Ainda no século XVII os académicos elogiaram o Dilúvio pela sua "cor universal". Já em 1750, Gougenot referiu-se também à adequação do cinza enquanto cor. Foi Coypel, no entanto, que entendeu que era uma cor adequada para evocar um estado de melancolia. Mais tarde, isto foi entendido como o melhor exemplo da teoria dos modos de Poussin. Isto contrariava as usuais teorias académicas que exigiam contrastes nítidos numa obra de arte. Pelo contrário, como assinalou em 1809 o crítico inglês John Opie, a ausência de cor no Dilúvio foi um dos principais factores para a "solenidade, grandeza e simplicidade comoventes do seu efeito". O uso da cor por Poussin não agradou a todos, nomeadamente ao crítico inglês John Ruskin que considerou o tratamento do tema como não naturalístico e não dramático. Muito mais tarde, no início do século XX, o historiador de arte francês Paul Desjardins, um dos maiores estudiosos de Poussin, interpretou o Dilúvio não como uma evocação da chuva ou de inundação, mas da maldição e do desespero. Em vez de realismo, ele viu a pintura na globalidade como uma expressão da condição humana, uma oração gritada para o vazio e que jamais obterá uma resposta. Assim interpretado, o cinzentismo do quadro torna-se o símbolo de uma alma perdida.[12]

## Recepção e influência
Das quatro obras que compõem as Estações, a que tem sido mais analisada ao longo do tempo é provavelmente O Inverno, ou  O Dilúvio. Apesar de Poussin ser considerado principalmente como um dos maiores pintores classicistas, o Dilúvio deu-lhe uma posição única na história da pintura romântica. O Dilúvio foi o protótipo e a inspiração para um grande número de Dilúvios e Tempestades no século XIX. Tornou-se conhecido como uma das primeiras obras-primas do "sublime terrível" e adquiriu uma importância única no Louvre para pintores românticos de paisagens. Quase todos os críticos e historiadores de arte franceses o comentaram, muitos saudando-a como a maior pintura de todos os tempos. Na Inglaterra Hazlitt descreveu-a como "talvez a melhor paisagem histórica do mundo", e Constable considerou-a "única no mundo".
Logo após ter sido exibida pela primeira vez, a Academia Real dedicou-lhe excepcionalmente uma conferência em 1668, e cinco subsequentes discussões entre 1694 e 1736, indicando a excepcional impressão que causou em França. Estas primeiras avaliações reconheceram a originalidade ousada da pintura, dando-lhe um lugar de honra na obra de Poussin. Apesar de reconhecer a harmonia da obra e do seu limitado cromatismo, os académicos consideram que o cinzentismo inerente do assunto não dá margem para objetos agradáveis.
Em 1750 o Dilúvio foi incluído numa exposição das pinturas de Louis XV no Palácio de Luxemburgo. Na época, a sua popularidade eclipsou o ciclo de Maria de Médici de Rubens, em exibição pela primeira vez; nos visitantes estiveram Charles-Antoine Coypel, James Barry e Horace Walpole, que, em particular, destacou o Dilúvio como "valendo a pena ir ver só por si" e "a primeira pintura do seu género no mundo".
O Dilúvio inspirou muitas pinturas semelhantes por artistas posteriores. Foi amplamente dada a conhecer através de gravuras e numerosos artistas fizeram cópias do original, incluindo Jean-François Peyron, Géricault, Etty, Francis Danby e Degas. As pinturas apocalípticas tornaram-se comuns em França na segunda metade do século XVIII e o Dilúvio foi um tema para o Prix de Rome em escultura de 1780. Muitos dos monumentais Dilúvios subsequentes são de alguma forma devedores ao original minimalista de Poussin. Nestas se incluem obras de Géricault, Jean-Baptiste Regnault e Girodet.
Na Inglaterra, o primeiro pintor importante a produzir um Dilúvio foi Turner que ter visto o original em 1802 constituiu um ponto de viragem na sua carreira. Fascinado pela pintura, particularmente pela sua cor "sublime", criticou no entanto  a sua composição e considerou-a muito contida e pouco dramática. A sua própria reformulação (em Galeria) é mais dramática, mas, juntamente com outras versões posteriores do mesmo tema, ainda deve muito ao original de Poussin. As versões inglesas posteriores do Dilúvio de John Martin e de Francis Danby foram menos influenciadas pelo original de Poussin e foram muitas vezes uma reação consciente à sua contenção e calma. Mais tarde Ruskin não deu relevo ao Dilúvio de Poussin apontando antes aos seus leitores a versão de Turner não fazendo menção ao que Turner beneficiou de Poussin.
Já no século XX o Dilúvio manteve a popularidade, mantendo a sua modernidade enquanto exemp̟lo de arte universal. Como Verdi (1981) comentou ironicamente, é a única pintura de Poussin, que "iria manter muita da sua atração para o amante da arte moderna, mesmo que inadvertidamente estivesse pendurada de cabeça para baixo".

## Outras Versões de Dilúvio

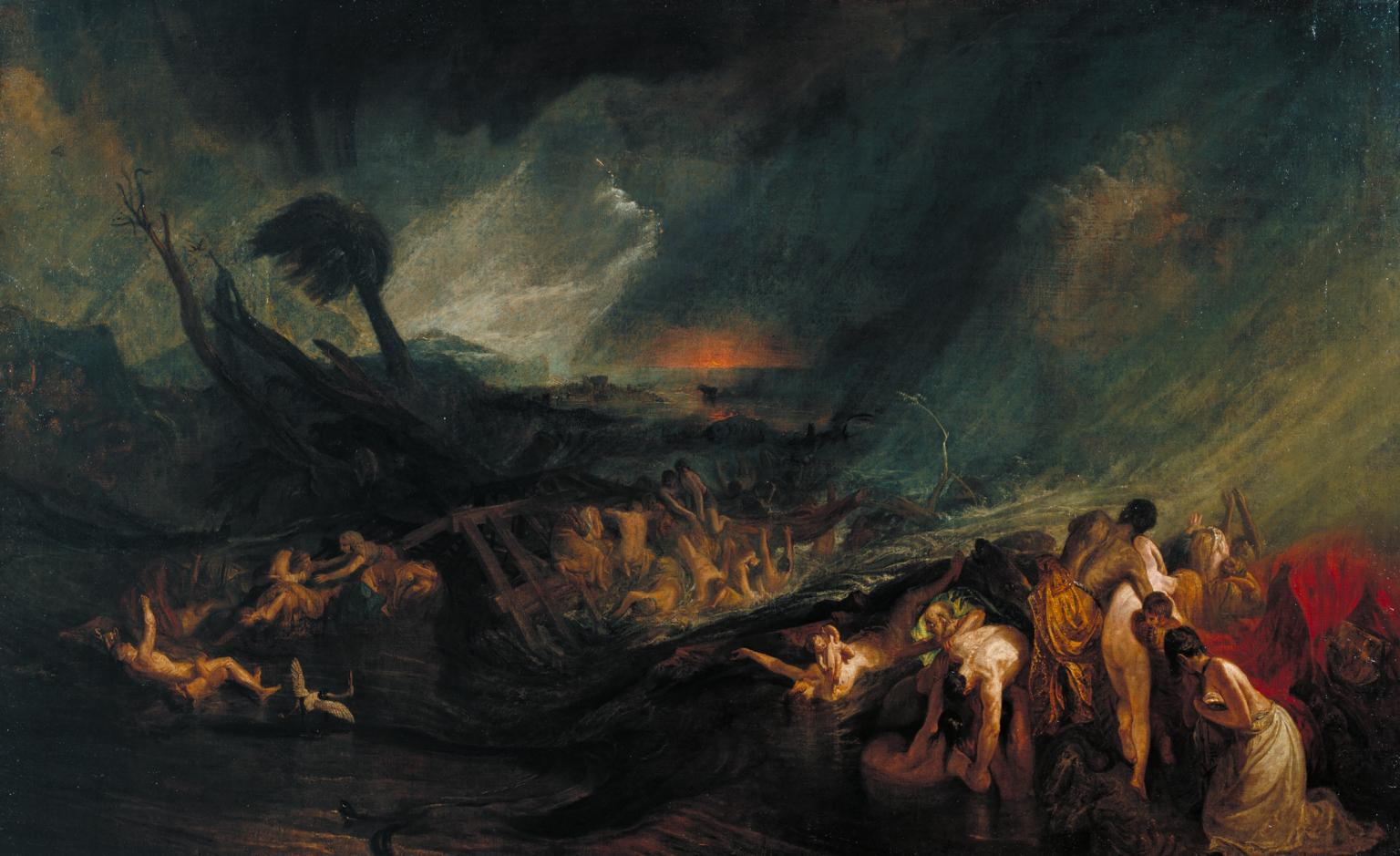
The Deluge (1804-1805), de J. M. W. Turner. Tate Gallery, Londres
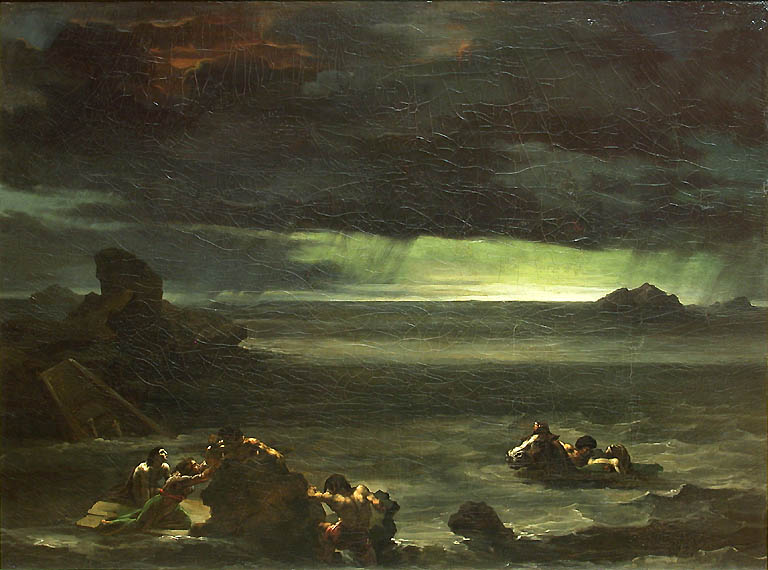
The Deluge (1818), de Théodore Géricault. Louvre, Paris
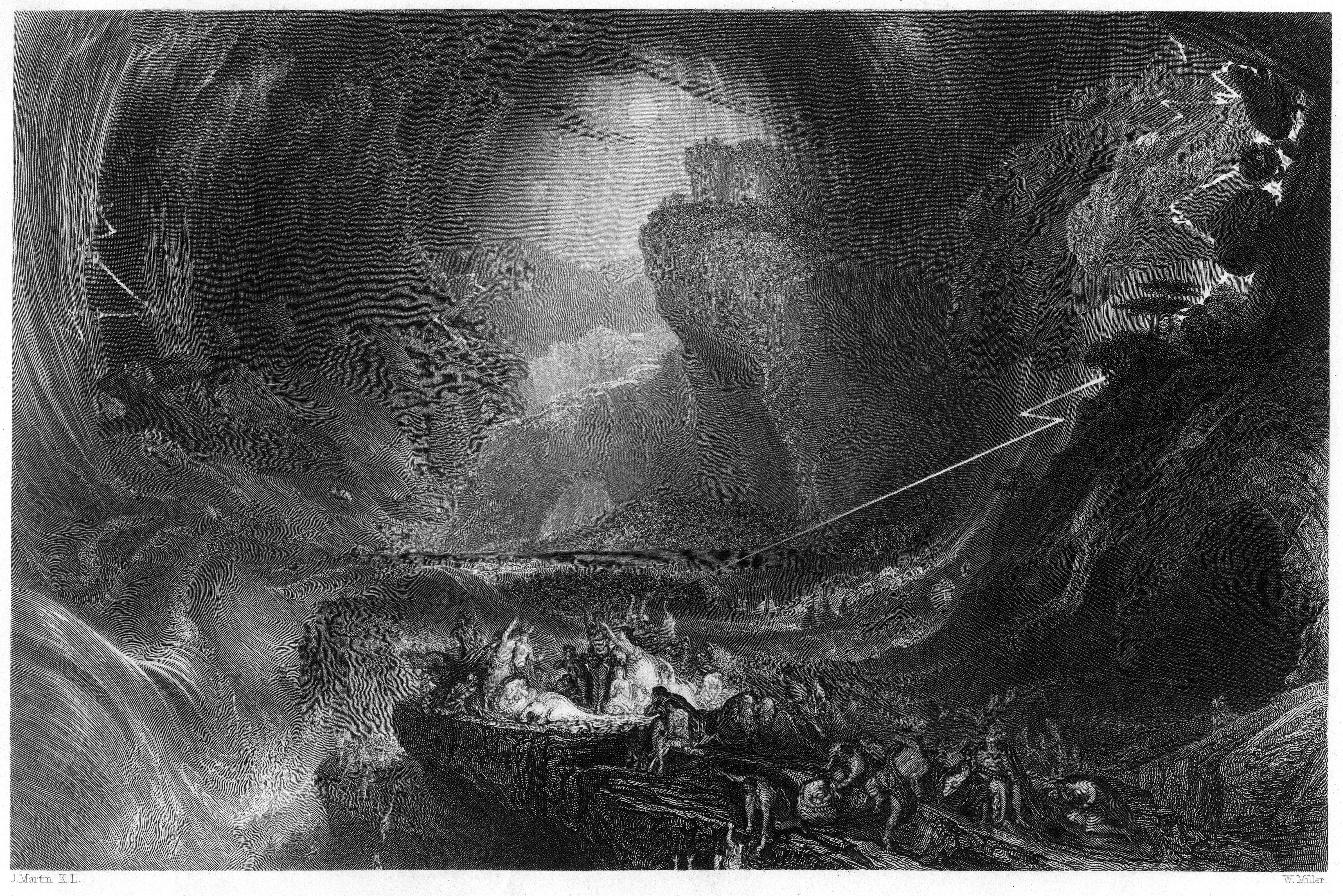
The Deluge (1828), de John Martin. Mezzotint of lost 1826 painting.
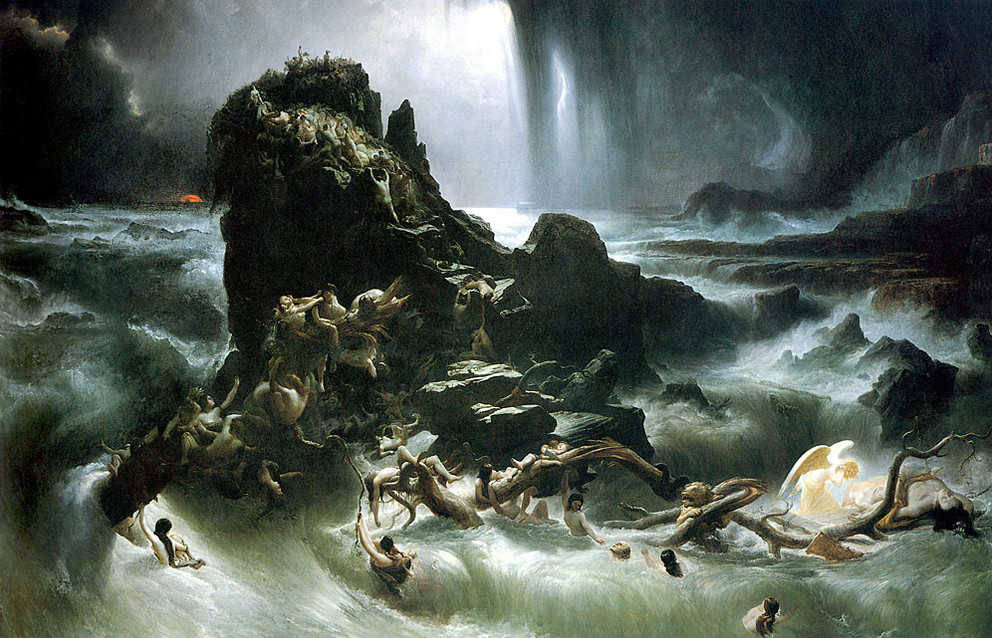
The Deluge por Francis Danby. 1837-1839. Tate Gallery, Londres